# Yamasuke
Yamasuke（ヤマスケ、本名：山本 大〔やまもと ひろすけ〕）は、日本のインディーズレーベル、レコード会社及び、芸能事務所、音楽出版社であるFantasy RECORDSの代表取締役社長である。

## 経歴
2012年から愛知県を中心に活動するインディーズのヒップホップアーティストLi-Luckのマネージャー、また映像製作、サウンドデザイナー、戦略、ライブ・ブッキング、楽曲制作/楽曲分析、レコーディング・エンジニア、映像に関する台本制作、その他の台本制作、売り込み、写真モデル、スタント等、裏方業務を担当している。
また、自身の音楽グループとしてBitter Noiseのキーボード兼ボーカルとしても活動している。三重県津市出身。
インディーズアーティストのsecretの作品『幻想とダンス feat.COOR&相宮左弥』がレコードレーベルWareHouseより全国配信、世界配信され、SPACE SHOW MUSIC（株式会社スペースシャワーネットワークが運営している音楽専門チャンネル、スペースシャワーTVが運営する公式ホームページ）にて紹介された際、製作に大きく関わっている。